# 臺灣玉
臺灣玉（英語︰Taiwan Jade），又稱豐田玉、臺灣閃玉、臺灣碧玉或臺灣軟玉，是一種閃玉，色澤呈淺綠至深綠，產於花蓮縣的荖腦山地區。最早於1956年被廖學誠鑑定出來，1965年開始大量開採，1978年因產量減少而逐漸沒落。
世界各地出產閃玉的國家很多，在中國、美國、加拿大、俄羅斯、波蘭、澳洲、紐西蘭和韓國等皆有產出。1960-1970年代是臺灣為閃玉加工的全盛時期，出口數量位居世界第一，臺灣生產的綠色閃玉而聞名全世界，因得「臺灣玉」之名。

## 發現歷史
1932年，日本人在花蓮荖腦山打獵時發現石棉，石棉是隔熱效果最好的絕緣體，在二次大戰期間日本人進入山區大量開採石棉作為戰備物資。然而，當時與石棉共生的閃玉被視為毫無價值的廢石，成堆傾倒於溪谷中。1956年，臺灣省立工學院（國立成功大學）礦冶系香港僑生廖學誠於暑假參加救國團的臺灣東部礦產調查大隊，在豐田附近的河床上撿到廢石，帶回實驗室磨成薄片研究，鑑定出那些廢石即為「臺灣玉」。1965年，香港大學地理地質系主任戴維斯（Dr. Davies）由當時任職臺灣省地質調查所的譚立平陪同，前往勘查位於豐田的礦場，證實當地有豐富的玉礦，於是掀起一股採玉熱潮。

## 礦物組成
臺灣玉主要是由含鎂之透閃石（Ca₂Mg₅Si₈O₂₂(OH)₂）或含鐵之陽起石（Ca₂Fe₅Si₈O₂₂(OH)₂）的角閃石類礦物所組成，顏色有淺綠至深綠色，當含鎂量多時，顏色偏淺；含鐵量多時，顏色偏深。臺灣玉最大的特色是含有較多黑色的鉻鐵礦，另外會與石棉、滑石、黃銅礦、鉻尖晶石、鈣鋁榴石等礦物共生。

## 分類

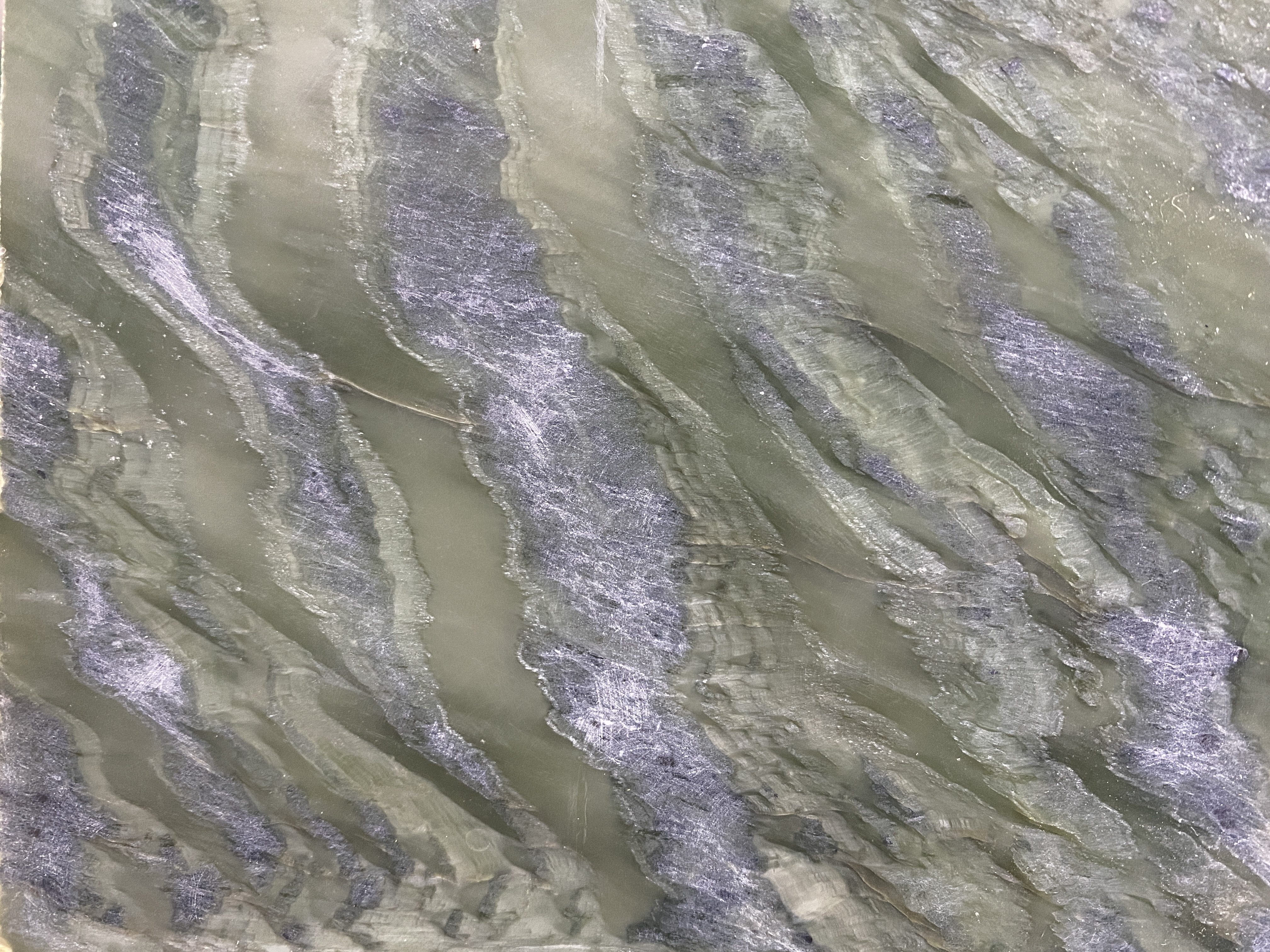
龍紋玉

國立臺灣大學地質科學系譚立平教授等人於1978年發表《臺灣花蓮豐田軟玉礦床之礦物研究》一文，將臺灣玉分成三大類：
1. 普通閃玉：又稱普通玉，是最常見的閃玉，有玻璃光澤、半透明，其組成礦物的結晶粒度為40-150微米。
2. 貓眼閃玉：又稱貓眼玉或臺灣貓眼，市面上稱為貓眼石，是一種呈現貓眼現象的臺灣玉。結晶粒度有時超過1000微米。
3. 蠟光閃玉：因光線漫射產生蠟狀光澤、不透明至半透明，結晶粒度通常小於15微米。

另外，有一種特殊的閃玉被稱為龍紋玉，是三種閃玉同時存在，普通閃玉和蠟光閃玉呈現深綠和淺綠色條帶交錯，而在兩者交界處會出現薄層的貓眼閃玉。

## 地質成因
臺灣位於菲律賓海板塊與歐亞板塊的隱沒帶上，位處花蓮至臺東間之花東縱谷即為板塊接觸碰撞的縫合帶，在此縫合帶上及附近的岩層因而產生各種不同的地質作用，包括變質作用、火成作用及熱液蝕變作用。當地殼深處的超基性岩或橄欖岩中的橄欖石與輝石，和地層中的水作用產生蛇紋石類等礦物（蛇紋岩化作用），在板塊碰撞抬升過程中產生高溫，伴隨脫水作用將蛇紋岩換質成閃玉。

## 產狀與分布
臺灣玉的產地位於花蓮縣豐田的荖腦山地區，該地區的地質為臺灣最古老的岩層—大南澳片岩，年代可回溯至古生代二疊紀到中生代之間。臺灣玉主要產於蛇紋岩和片岩的接觸帶，經熱液換質作用而成。由鋯石的定年推測臺灣玉是在距今3.3±1.7百萬年前生成，是全世界最年輕的玉。臺灣玉在地層中，礦脈一般呈不規則細脈狀或扁豆狀，厚度以0.1-0.5公尺為主，局部寬可達1.5-2.0公尺，長20-30公尺。根據《軟玉礦床探勘開發計畫研究報告》指出，臺灣玉的礦床總儲量可能為611,100公噸，若以60%可採率計算，可開採量為366,660公噸。

## 開採
1960-1970年代為臺灣玉開採與加工製造的全盛時期，每年平均開採量超過1500公噸，全臺加工廠超過800家，從事玉石相關行業人員高達五萬人以上。當時，臺灣加工生產的閃玉數量佔全世界的八成左右，每年平均銷售金額約為新臺幣50億元，使臺灣成為世界珠寶加工及出口王國。
1980年代後因閃玉市場萎縮，價格大幅降低，加上大量引進加拿大閃玉，導致臺灣玉礦場陸續停止開採。